# Carlo Bertelli
Carlo Bertelli (* 6. August 1930 in Rom) ist ein italienischer Kunsthistoriker und Museumsdirektor.
Er war Direktor der Mailänder Brera, Soprintendente der Kunstgüter für Mailand und die westliche Lombardei, Mitarbeiter des  Istituto Superiore per la Conservazione ed il Restauro in Rom,
Professor für Kunstgeschichte an der Universität Lausanne und an der Architekturakademie der Universität der italienischen Schweiz in Mendrisio.

## Leben und Werk
Carlo Bertelli hat in Rom  studiert, wo er promovierte, und seine Studien am Warburg Institute in London vertieft. Zu seinen Lehrern zählten Pietro Toesca, Otto Pächt und Richard Krautheimer. Von 1956 bis 1977 war er Redakteur der Enciclopedia dell’Arte Antica, Classica e Orientale. Im Geschäftsbereich des Ministero per i Beni e le attività culturali (Kulturministeriums) wurde er 1958 Inspektor am Istituto Centrale del Restauro, im selben Jahr heiratete er die Tochter eines seiner Lehrer: Ilaria Toesca, ebenfalls Kunsthistorikerin. Sie haben einen Sohn und eine Tochter, 1973 trennten sie sich. Später lernte er die Kunsthistorikerin und Dokumentarfilmerin Anna Zanoli kennen, mit der er zusammenlebt und die er bei ihren Produktionen über bedeutende Renaissance-Künstler und wichtige Restaurierungen beriet.
1963 bis 1973 war Bertelli Leiter des Gabinetto Fotografico Nazionale (Nationales Fotokabinett). 1973 übernahm er die Leitung der Calcografia Nazionale (Nationales Kupferstichkabinett), die 1975 mit dem Gabinetto nazionale delle stampe (Nationales Druck-Kabinett) zum Istituto nazionale per la grafica (Nationales Institut für Graphik) vereinigt wurde.
1977 wurde er zum Direktor der Pinacoteca di Brera in Mailand berufen. Er ordnete die Sammlungen teilweise neu, öffnete das Museum zum ersten Mal in seiner Geschichte der Moderne und der zeitgenössischen Kunst und führte umfassende Neuerungen und Erweiterungen durch. Die Brera richtete als erstes italienisches Museum einen Buchladen und eine Cafeteria ein. Mit der Stiftung von Emilio und Maria Jesi übernahm das Museum 12 Skulpturen und 68 Gemälde von Künstlern des frühen 20. Jahrhunderts, darunter Werke von Umberto Boccioni, Carlo Carrà, Pierre Bonnard oder Georges Braque, die heute in Saal 10 gezeigt werden. Die Dauerleihgaben exemplarischer Bilder des Futurismus der Riccardo und Maria Jucker-Collection wurden nach und nach von der Stadt Mailand für die Brera angekauft. Seine Nachfolgerin als Museumsdirektorin wurde 1984 Rosalba Tardito.
Von 1978 bis 1984 war er in der Doppelfunktion als Direktor der Pinakothek und Soprintendente per i Beni Artistici e Storici in Mailand tätig, zuständig für die Provinzen Mailand, Sondrio, Bergamo, Como, Varese, Pavia und Brescia. In dieser Funktion war er mitverantwortlich beteiligt  an der letzten Restaurierung von Leonardos Abendmahl in der Kirche S. Maria delle Grazie in Mailand. Er begleitete kritisch die Arbeit der Restauratorin Giuseppina Barcilon Brambilla und dokumentierte die Restaurierung in einem Buch. Nach dem Ende seiner Funktionärslaufbahn im Dienst des italienischen Staates nahm er eine Professur für Kunstgeschichte in Lausanne an, danach lehrte er an der Architekturakademie der italienischen Schweiz in Mendrisio.
Bertelli gab Gastvorlesungen an Universitäten in Berlin, Genf, Berkeley und Venedig; er hielt 1999 die Mellon Lectures an der National Gallery of Art in Washington und war Gastprofessor am Institut für Byzantinische Studien der  Harvard University.
Er ist Mitglied der Accademia di San Luca, des Ateneo di Scienze, Lettere ed Arti di Brescia und  der Accademia delle Scienze di Torino.

## Auszeichnungen
- Commendatore della Repubblica
- Silber- und Goldmedaille des Ministero per i Beni Culturali
- Goldmedaille der Provinz Mailand.

## Schriften (Auswahl)
- La Madonna di Santa Maria in Trastevere. Rom 1961.
- Miniatura Medievale. 2 Bände. Fabbri, Milano 1966.
- Restoration Reveals the Last Supper. National Geographic Society, Washington 1983.
- Piero Della Francesca. Yale Univ. Press, London 1992, ISBN 0-300-05703-2.

Deutsche Ausgabe: Piero Della Francesca. Leben und Werk des Meisters der Frührenaissance. DuMont, Köln 1992, ISBN 3-7701-3058-8.
- Die Mosaiken von der Antike bis zur Gegenwart. Ein Handbuch der Musivischen Kunst von den Anfängen bis zur Gegenwart. Bechtermünz, Augsburg 1998, ISBN 3-86047-485-5.
- Lombardia medievale. Arte e architettura. Skira, Mailand 2002, ISBN 88-8491-300-4.
- Intermezzi Veneziani. Skira, Mailand 2005.
- The Artistic Culture between the Wars 1920–1945. Rizzoli, Mailand 2007, ISBN 978-88-7624-804-7.
- Mit Antonio Paolucci: Piero della Francesca e le corti Italiane. Skira, Mailand 2007, ISBN 978-88-6130-136-8.